# Bridgewater Canal
Het Bridgewater Canal is een kanaal in het noordwesten van Engeland, nabij Manchester. Het kanaal kent geen niveauverschillen en er zijn dus geen sluizen. In geval van een dijkbreuk kunnen delen van het kanaal door het plaatsen van schotbalken afgesloten worden. Hiervoor zijn op verschillende plaatsen hijskranen geïnstalleerd langs de oevers.

## Tracé
Het oorspronkelijke kanaal loopt van het eindpunt Castlefield Basin in het centrum van Manchester, waar het aansluit op het Rochdale Canal, ongeveer 7 km westwaarts tot bij "Waters Meeting Junction". Onderweg was er via het nu in onbruik geraakte Hulme Lock een verbinding met de Irwell en het Manchester Ship Canal. Vanaf hier loopt het oudste deel van het kanaal zowat 16 km noordwestwaarts tot Worsley en de ingang tot de steenkoolmijn van de 3rd Duke of Bridgewater. Op weg naar Worsley kruist het Bridgewater Canal via het Barton Swing Aquaduct het Manchester Ship Canal. Deze arm van het kanaal werd later nog 8 km verlengd tot Leigh waar het verbonden werd met het Leeds and Liverpool Canal.
De andere kanaalarm loopt, vanaf "Waters Meeting Junction", 32 km zuidwestwaarts richting Runcorn. Te Preston Brook is er een verbinding met het Trent and Mersey Canal. Te Runcorn was er oorspronkelijk via een aantal sluizen een aansluiting met de Mersey en later het Manchester Ship Canal. Deze sluizen zijn niet langer in gebruik, zodat het kanaal hier doodloopt.

## Geschiedenis
Het Bridgewater Canal wordt dikwijls beschouwd als het eerste echte kanaal in Groot-Brittannië, omdat het enkel gebruik maakte van natuurlijke waterlopen om te voorzien in de waterhuishouding van het kanaal en niet als onderdeel van het kanaal zelf. Het werd gebouwd op initiatief van de 3rd Duke of Bridgewater, die een efficiëntere transportwijze zocht voor de steenkool van zijn mijnen in Worsley naar Manchester waar de economie sterk groeide als gevolg van de Industriële revolutie. Bovendien zorgde het voor een oplossing voor het steeds weerkerende probleem van overstromingen in de mijngangen. Behalve het vermijden van het moeilijke wegtransport voorkwam het ondergrondse kanaalpand in Worsley tevens het dure en moeilijke ophijsen van de steenkool naar de oppervlakte, terwijl het ook in de afvoer van overtollig water in de mijngangen voorzag.
De hertog gaf de waterbouwkundige James Brindley de opdracht het kanaal te bouwen, en het werd geopend in 1761. Het werd indertijd, mede door het aquaduct over de Irwell, gezien als een bouwkundig hoogstandje en zou de carrière van Brindley sterk ten goede komen. Het kanaal werd voor een belangrijk deel gefinancierd door de hertog zelf, en de uitbating werd een groot financieel succes. De sterk gestegen toevoer van steenkool die het kanaal mogelijk maakte, zou ervoor zorgen dat reeds een jaar na de opening de prijs voor steenkool in Manchester daalde met driekwart.
Enkele jaren later werd de bouw gestart van de kanaalarm richting Runcorn, deze werd opengesteld in 1772, de verlenging van Worsley naar Leigh werd geopend in 1799.
Tot driemaal toe werd het kanaal getroffen door een dijkbreuk, de eerste kort na de opening, een tweede in 1971 nabij het aquaduct over de Bollin, en de laatste in 2005 nadat een sluisdeur in Manchester het niet deed.
In de mijnen werd 74 km ondergronds kanaal aangelegd, op vier verschillende niveaus met elkaar verbonden door hellende vlakken. Op deze kanalen werden speciaal gebouwde sloepen gebruikt, de zogenaamde "starvationers" die tot 12 ton kolen aankonden. De mijnactiviteiten werden stilgelegd in 1887.
Het kanaal werd tot in 1975 gebruikt voor vrachtverkeer, nu is er enkel nog pleziervaart.
Het Bridgewater kanaal is een buitenbeentje onder de Britse kanalen omdat het nog steeds als een privéonderneming uitgebaat wordt en nooit genationaliseerd werd. Het werd in 1890 gekocht door de Manchester Ship Canal maatschappij die ook het gelijknamige kanaal uitbaat.